# Ульманіт

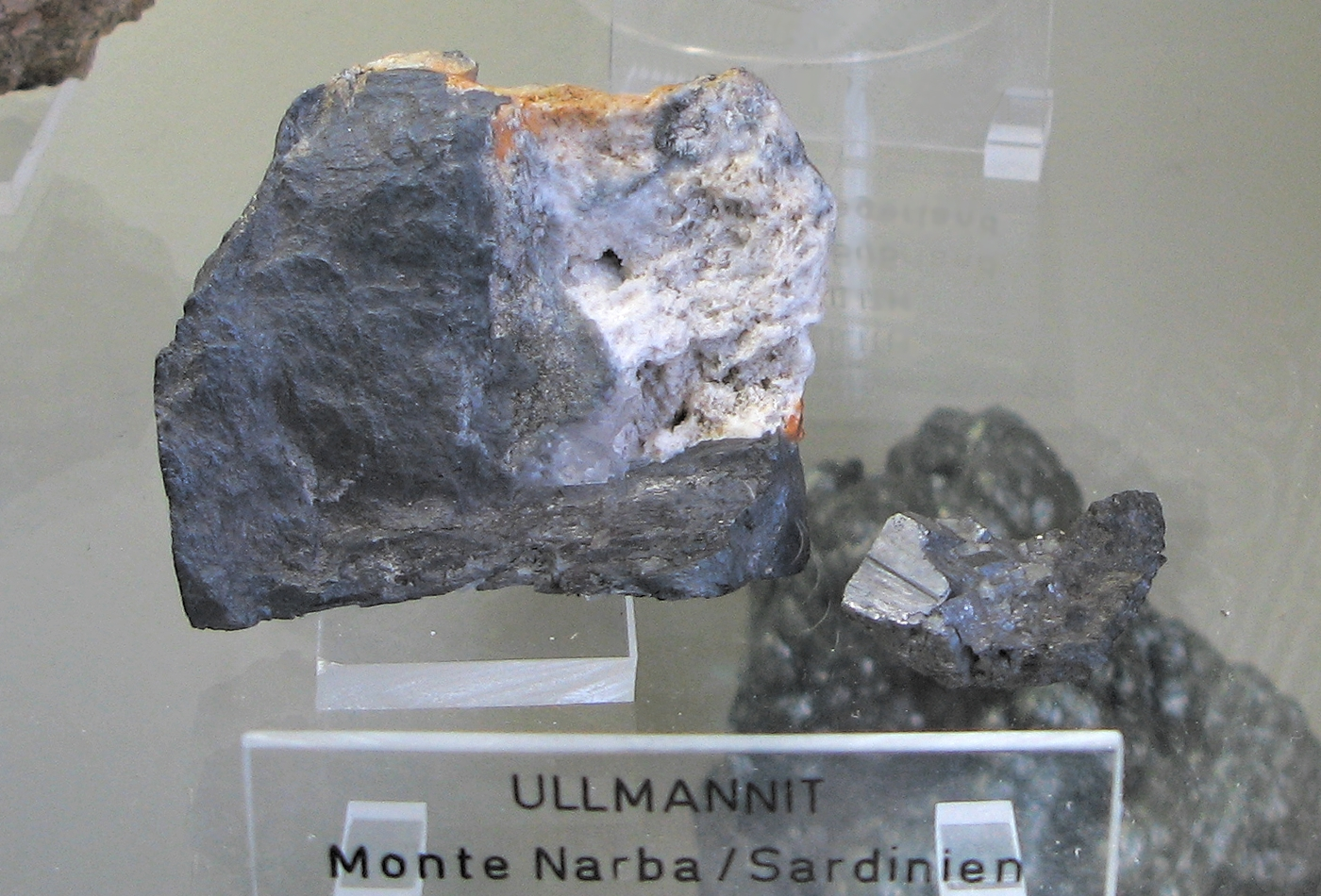
Ульманіт

Ульманіт (рос. ульманнит; англ. ullmannite; нім. Ullmannit m) — мінерал, сульфід-антимонід, група кобальту. Стибіїстий різновид кориніту острівної будови.
Синоніми: блиск або колчедан стибіє-нікелевий.
Названий на честь німецького хіміка та мінералога Йогана Ульмана (Johann Christoph Ullmann) (1771—1821).

## Опис
Хімічна формула: NiSbS. Містить (%): Ni — 27,62; Sb — 57,30; S — 15,08. Ni може заміщатися Co та Fe, а Sb — As та Bi. Сингонія триклінна, псевдокубічна. Тритетраедричний вид. Утворює кристали найчастіше кубічної форми, рідше — октаедричні, додекаедричні, тетраедричні. Спайність довершена по (100). Густина 6,73—6,95. Твердість 5,5—6,0. Колір сіро-сталевий до біло-сріблястого. Блиск металічний. Риса сірувато-чорна. Крихкий. Злом нерівний. Непрозорий. Добре проводить електричний струм.

## Розповсюдження
Зустрічається в гідротермальних жилах спільно з іншими нікелевими мінералами, карбонатних і баритових жилах з мінералами нікелю, свинцю, цинку. Асоціює з ґерсдорфітом, кальцитом, сидеритом. Знахідки: Гарц, Зігерланд (ФРН), Вальденштейн (Каринтія, Австрія), гори Монте-Нарба (Саррабуса, острів Сардинія, Італія), Північний Кавказ (РФ).

## Різновиди
Розрізняють:
- ульманіт арсенистий (різновид ульманіту, що містить до 11 % As),
- ульманіт бісмутистий (різновид ульманіту, що містить до 12 % Ві),
- ульманіт кобальтистий (різновид ульманіту, що містить до 14 % Со).